# Postscriptum
Een naschrift (Latijn: postscriptum) kan in brieven worden toegevoegd nadat de brief zelf is ondertekend. Als afkorting wordt PS gebruikt, niet gevolgd door een punt, maar wel door een spatie. Het Witte Boekje geeft als alternatieve spellingswijze P.S.
Een naschrift kan worden toegevoegd door de auteur of door een ander.

## Beschrĳving
Het eigenlijke naschrift begint met een hoofdletter. Het postscriptum heeft geen directe relatie met het in de brief beschrevene, anders stond die informatie in de brief zelf. Het postscriptum is bij e-mail nog altijd in gebruik, ook al kunnen zulke boodschappen na voltooiing nog bewerkt worden, waarbij het postscriptum wordt ingevoegd. Meestal wordt dit door haast van de schrijver verzuimd.
De aandacht van een lezer wordt soms sterk naar het (immers apart gezette) postscriptum getrokken. Dit gegeven wordt in commerciële e-mails vaak gebruikt om nog eens te bevestigen welk voordeel de lezer kan behalen.

## PPS, PPPS en PSS
Ook de afkortingen PPS, PPPS en PSS worden soms gebruikt. In de nieuwe spelling duikt ook steeds meer PS; op. Dit is eveneens correct.
- PPS is een verkorting van het Latijnse postpostscriptum, naschrift van het naschrift;
- PPPS is een verkorting van het Latijnse postpostpostscriptum, naschrift van het naschrift van het naschrift;
- PSS is een verkorting van het Latijnse post super scriptum, na het hierboven geschrevene.

## Naschrift in een brief
Een postscriptum bĳ een brief kan bijvoorbeeld een opmerking zĳn die geen verband houdt met de inhoud van de brief, of het vermelden van een ontwikkeling die ná het schrijven maar voor het verzenden van de brief is opgetreden.
Het is mogelijk dat iemand anders dan de auteur een naschrift aan een brief toevoegt, bijvoorbeeld:
- als iemand anders (zoals een gezinslid) wordt uitgenodigd om een naschrift te plaatsen;
- als het verzenden van de brief aan iemand anders wordt toevertrouwd (een brief aan familie);
- als een niet-verzonden brief wordt gevonden van iemand die is vertrokken of is overleden; het naschrift ("Ik vond deze brief...") moet dan duidelijk maken dat de brief niet door de auteur zelf is verzonden.

Al deze gevallen betreffen brieven in de privésfeer, die dan ook een informeel karakter dragen. In zakelijke brieven zijn naschriften ongebruikelijk.

## Naschrift in een publicatie
Een naschrift in een publicatie is een tekst die achter een boek of tijdschriftartikel wordt toegevoegd. In dat geval maakt het onderdeel uit van het nawerk: van alle onderdelen in het boek die ná de eigenlijke centrale tekst zijn opgenomen.
Er kunnen diverse redenen zijn voor een naschrift:
- Ná publicatie van een boek wordt in een volgende druk een naschrift toegevoegd, bijvoorbeeld bij wijze van evaluatie, naar aanleiding van nieuwe ontwikkelingen, als reactie op kritiek, plannen voor een volgend boek;
- Iemand anders dan de auteur schrijft een naschrift, formeel (buiten verantwoordelijkheid van de redactie) of inhoudelijk;
- Nadat de hoofdtekst is afgesloten, is er aanleiding voor een aanvullende opmerking of een aanvullend verhaal, als de auteur de hoofdtekst niet wil of kan veranderen. Het kan daarbij gaan om nieuwe ontwikkelingen of om correcties die nog na afsluiting van de kopij in het zetwerk moeten aangebracht. Vaak is dit laatste niet mogelijk, doordat er dan verloop in de tekst zou optreden.

In de beide eerste gevallen (naschrift na publicatie; naschrift door een ander) kan het naschrift ook nawoord heten - het is daarmee de tegenhanger van het voorwoord. Er kunnen tactische redenen bestaan om zo'n tekst niet vooraan, maar achteraan in het boek te plaatsen: men wil bijvoorbeeld de opmerkingen in die tekst niet de eigenlijke hoofdtekst laten domineren en geeft die opmerkingen daarom een iets minder prominente plaats. Een reden kan ook zijn dat vele lezers geneigd zijn een voorwoord over te slaan; wellicht zijn zij na lezing van het boek dermate geboeid dat zij een naschrift wél lezen.